# Gołkowice (Byczyna)
Gołkowice (deutsch Golkowitz, 1936–1945 Alteichen) ist ein Ort der Gmina Byczyna in der Woiwodschaft Opole in Polen.

## Geographie

### Geographische Lage
Gołkowice liegt im nordwestlichen Teil Oberschlesiens im Kreuzburger Land ca. zwei Kilometer südlich zur Grenze zur historischen Region Großpolen. Das Dorf Gołkowice liegt rund vier Kilometer nördlich vom Gemeindesitz Byczyna, rund 20 Kilometer nördlich der Kreisstadt Kluczbork und etwa 69 Kilometer nordöstlich der Woiwodschaftshauptstadt Oppeln.
Westlich des Dorfes verläuft die Bahnstrecke Kluczbork–Poznań.

### Nachbarorte
Nachbarorte von Gołkowice sind im Südosten Jaśkowice (Jaschkowitz) und im Westen Ciecierzyn (Neudorf).

## Geschichte

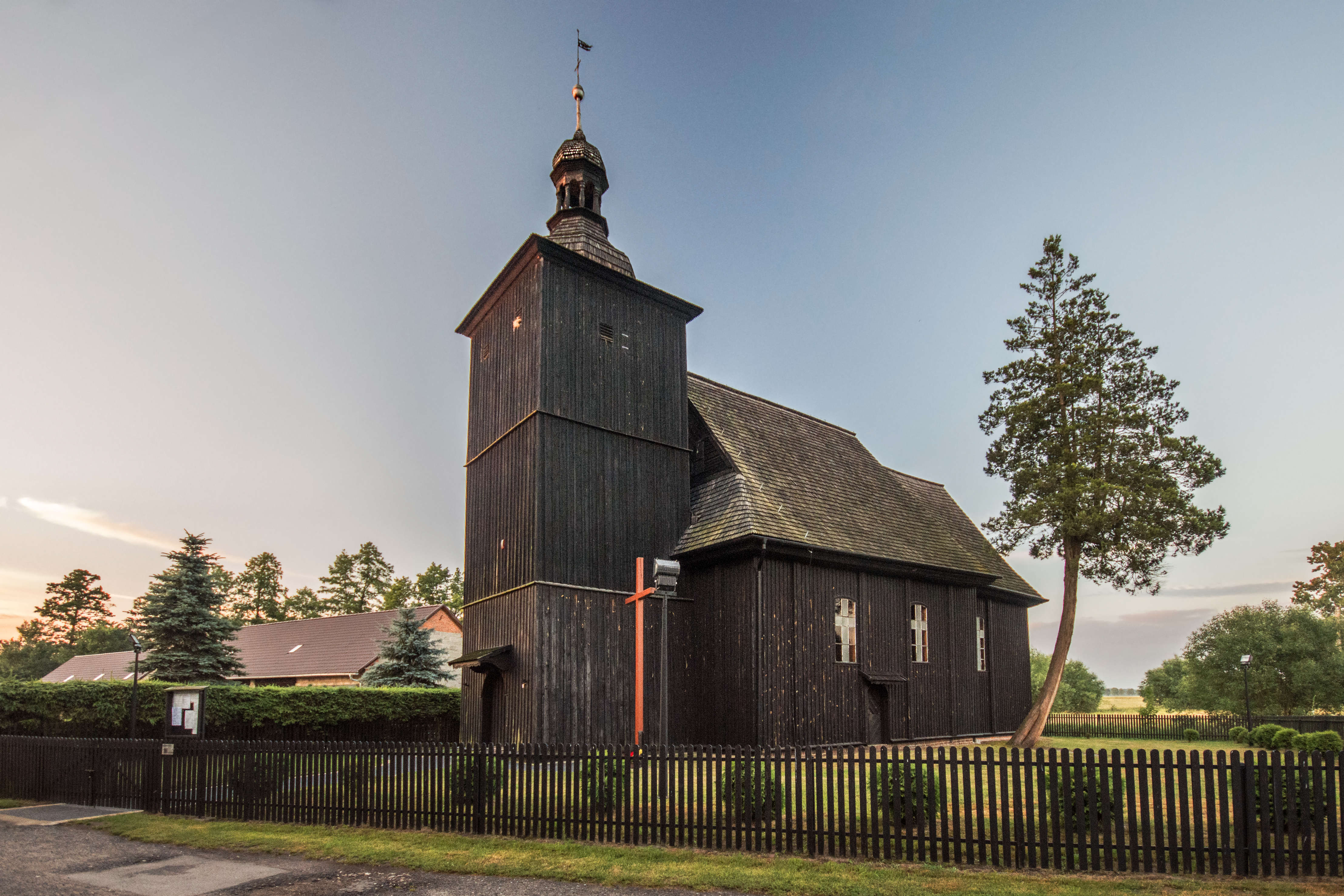
Schrotholzkirche St. Johannes

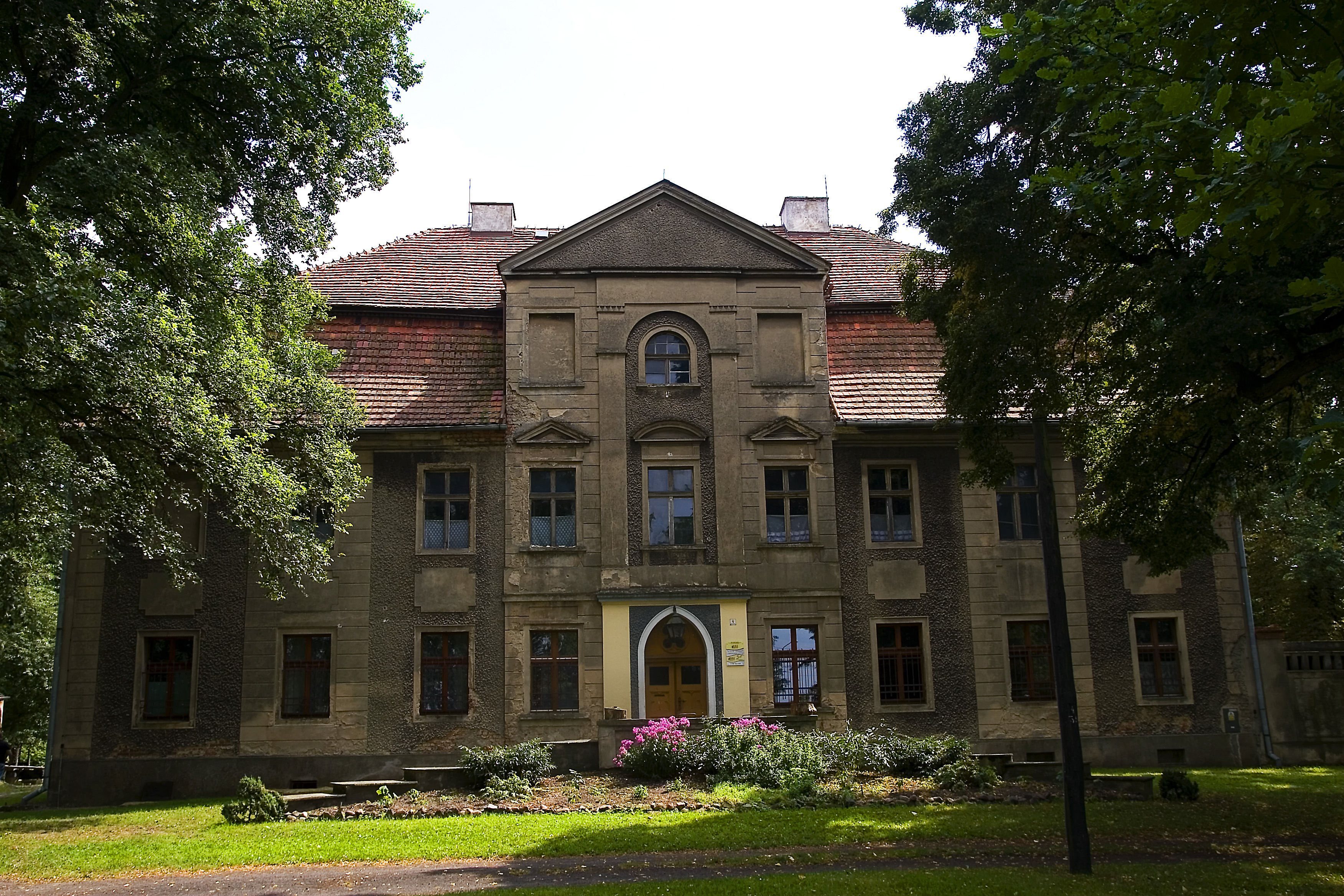
Schloss Golkowitz

Der Name des Dorfes leitet sich vom Namen des Gründers ab, das Dorf des Golkos.
Für das Jahr 1614 wird erstmals eine Kirche in Golkowitz erwähnt. Am 12. März 1688 wird das Dorf protestantisch. 1750 wird ein erstes Schloss erbaut. 1766 brannte die Kirche im Dorf aus und wurde daraufhin aus Holz wiederaufgebaut.
1814 wurde in Golkowitz ein Schulgebäude erbaut. Dieses wurde bereits 1831 erweitert. 1845 bestanden im Dorf eine evangelische Kirche, ein Schloss, eine evangelische Schule, eine Brennerei, eine Brauerei und weitere 46 Häuser. Im gleichen Jahr lebten in Golkowitz 461 Menschen, davon 79 katholisch. 1874 wurde der Amtsbezirk Jaschkowitz  gegründet, zu dem Golkowitz eingegliedert wurde. Erster Amtsvorsteher war der Rittergutsbesitzer von Tieschowitz in Golkowitz. 1861 lebten in Golkowitz 399 Menschen.
1933 lebten in Golkowitz 390 Menschen. Zum 27. Mai 1936 wurde der Name des Dorfes in Alteichen geändert. 1939 wiederum lebten 421 Menschen in Alteichen. Bis 1945 gehörte das Dorf zum Landkreis Kreuzburg O.S.
Als Folge des Zweiten Weltkriegs fiel Alteichen 1945 wie der größte Teil Schlesiens unter polnische Verwaltung. Nachfolgend wurde der Ort in Gołkowice umbenannt und der Woiwodschaft Schlesien angeschlossen. 1950 wurde es der Woiwodschaft Oppeln eingegliedert. 1999 kam der Ort zum neu gegründeten Powiat Kluczborski (Kreis Kreuzburg).

## Sehenswürdigkeiten
- Die Schrotholzkirche St. Johannes wurde 1766 errichtet. Bereits für 1614 ist an selber Stelle eine erste Kirche erwähnt, die Mitte des 18. Jahrhunderts abbrannte. Die Kirche besitzt einen dreiseitig geschlossenen Chor sowie im Inneren ein gotisches Triptychon.[7]
- Das barocke Schloss wurde 1750 erbaut und im 19. sowie im 20. Jahrhundert umgebaut. Nach 1945 wurde im Gebäude eine Schule eingerichtet. Durch fehlende Renovierungen verfiel das Schloss allmählich. Das zweistöckige Gebäude besitzt einen rechteckigen Grundriss, ein Mansardendach sowie einen dreistöckigen Vorsprung an der Nordseite. Am Haupteingang befindet sich ein neogotisches Portal. Die Gartenfassade ist verziert mit einer Holzveranda.[8] Das Schloss steht seit 1965 unter Denkmalschutz.[9]
- Der direkt an das Schloss anschließende Landschaftspark hat eine Größe von zwölf Hektar und besitzt einen alten Baumbestand. Dieser steht seit 1993 unter Denkmalschutz.[9]